# Alabama Crimson Tide football
La squadra di football degli Alabama Crimson Tide rappresenta la Università dell'Alabama (conosciuta anche come Alabama, UA o 'Bama). I Crimson Tide competono nella Football Bowl Subdivision (FBS) della National Collegiate Athletics Association (NCAA) e nella Western Division della Southeastern Conference (SEC). La squadra è allenata dal 2024 da Kalen DeBoer. I Crimson Tide hanno uno degli storici e più decorati programmi della storia della NCAA. Sin dalla sua prima stagione nel 1892, la squadra ha vinto 18 titoli nazionali, inclusi 11 nell'era FBS, il massimo tra tutti gli istituti. Dal 1958 al 1982, la squadra è stata guidata dall'allenatore membro della College Football Hall of Fame Paul "Bear" Bryant, con il quale ha vinto sei titoli nazionali. Malgrado i molti titoli nazionali e di conference, il primo giocatore di Alabama a vincere l'Heisman Trophy è stato il running back Mark Ingram nel 2009. Dopo di lui vi sono riusciti Derrick Henry nel 2015,DeVonta Smith nel 2020 e Bryce Young nel 2021.
Alla stagione 2023, Alabama ha ottenuto 965 vittorie nella NCAA Division I, ha vinto 34 titoli di conference (4 della Southern Conference e 30 della SEC) e detiene il record NCAA con 77 partecipazioni ai play-off. Altri primati NCAA includono le 46 vittorie dei bowl di fine stagione e 19 stagioni con una partenza per 10-0. Il programma ha avuto 32 stagioni con almeno 10 vittorie (più una resa vacante) un altro record NCAA. Alabama ha avuto 10 stagioni da imbattuta, 9 delle quali furono stagioni perfette. I Crimson Tide guidano la SEC West Division con quindici titoli di division e sedici apparizioni al SEC Championship Game. Alabama ha un record vincente contro tutte le attuali e precedenti avversarie nella SEC.
Alabama gioca le sue gare interne al Bryant–Denny Stadium, con sede nel campus di Tuscaloosa, Alabama. Con una capienza di 101.821 spettatori, il Bryant-Denny è il settimo stadio non adibito alle corse del mondo e il quinto più grande degli Stati Uniti, dietro solo al Michigan Stadium, al Beaver Stadium (Penn State), al Neyland Stadium (Tennessee) e all'Ohio Stadium.

## Titoli nazionali
| Stagione         | Allenatore         | Selettori        | Record           | Bowl                                 |    |
| 1925             | Wallace Wade       | Vari             | 10–0             | Vinto Rose Bowl                      |    |
| 1926             | Wallace Wade       | Vari             | 9–0–1            | Vinto Rose Bowl                      |    |
| 1930             | Wallace Wade       | Vari             | 10–0             | Vinto Rose Bowl                      |    |
| 1934             | Frank Thomas       | Vari             | 10–0             | Vinto Rose Bowl                      |    |
| 1941             | Frank Thomas       | Vari             | 9–2              | Vinto Cotton Bowl Classic            |    |
| 1961             | Paul "Bear" Bryant | AP, Allenatori   | 11–0             | Vinto Sugar Bowl                     |    |
| 1964             | Paul "Bear" Bryant | AP, Allenatori   | 10–1             | Perso Orange Bowl                    |    |
| 1965             | Paul "Bear" Bryant | AP               | 9–1–1            | Vinto Orange Bowl                    |    |
| 1973             | Paul "Bear" Bryant | Allenatori       | 11–1             | Vinto Sugar Bowl                     |    |
| 1978             | Paul "Bear" Bryant | AP               | 11–1             | Vinto Sugar Bowl                     |    |
| 1979             | Paul "Bear" Bryant | AP, Allenatori   | 12–0             | Vinto Sugar Bowl                     |    |
| 1992             | Gene Stallings     | AP, Allenatori   | 13–0             | Vinto Sugar Bowl                     |    |
| 2009             | Nick Saban         | AP, Allenatori   | 14–0             | Vinto BCS National Championship Game |    |
| 2011             | Nick Saban         | AP, Allenatori   | 12–1             | Vinto BCS National Championship Game |    |
| 2012             | Nick Saban         | AP, Allenatori   | 13–1             | Vinto BCS National Championship Game |    |
| 2015             | Nick Saban         | AP, Allenatori   | 14–1             | Vinto finale nazionale               |    |
| 2017             | Nick Saban         | AP, Allenatori   | 13–1             | Vinto finale nazionale               |    |
| 2020             | Nick Saban         | AP, Allenatori   | 13–0             | Vinto finale nazionale               |    |
| Titoli nazionali | Titoli nazionali   | Titoli nazionali | Titoli nazionali | 18                                   | 18 |

## Premi individuali

### Membri della College Football Hall of Fame

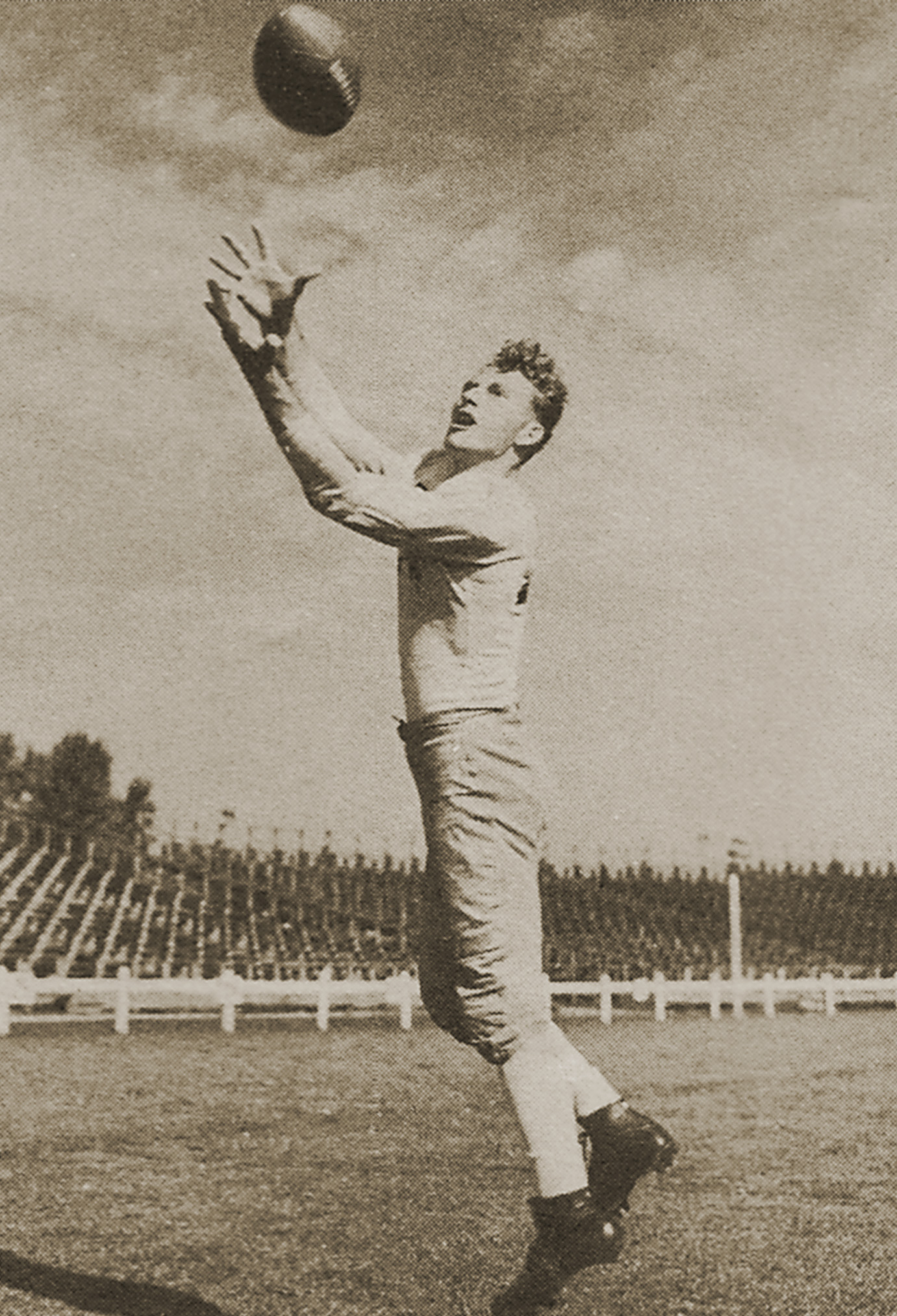
L'Hall of Famer Don Hutson.

| Nome              | Anni    | Ruolo      | Induzione |
| Cornelius Bennett | 1983–86 | LB         | 2005      |
| Johnny Mack Brown | 1923–25 | HB         | 1957      |
| Paul Bryant       | 1958–82 | Head coach | 1986      |
| Johnny Cain       | 1930–32 | FB         | 1973      |
| Harry Gilmer      | 1944–47 | QB, DB     | 1993      |
| John Hannah       | 1970–72 | OG         | 1999      |
| Frank Howard      | 1928–30 | OG         | 1989      |
| Dixie Howell      | 1932–34 | HB         | 1970      |
| Pooley Hubert     | 1922–25 | QB         | 1964      |
| Don Hutson        | 1932–34 | E          | 1951      |
| Lee Roy Jordan    | 1960–62 | LB         | 1983      |
| Woodrow Lowe      | 1972–75 | LB         | 2009      |
| Vaughn Mancha     | 1944–47 | C          | 1990      |
| Johnny Musso      | 1969–71 | HB         | 2000      |
| Billy Neighbors   | 1959–61 | T          | 2003      |
| Ozzie Newsome     | 1974–77 | TE         | 1994      |
| Fred Sington      | 1928–30 | T          | 1955      |
| Riley Smith       | 1934–35 | QB         | 1985      |
| Gene Stallings    | 1990–96 | Head coach | 2010      |
| Derrick Thomas    | 1985–88 | LB         | 2014      |
| Frank Thomas      | 1931–46 | Head coach | 1951      |
| Wallace Wade      | 1923–30 | Head coach | 1955      |
| Don Whitmire      | 1941–42 | T          | 1956      |
| Marty Lyons       | 1975–78 | DT         | 2012      |

### Membri della Pro Football Hall of Fame

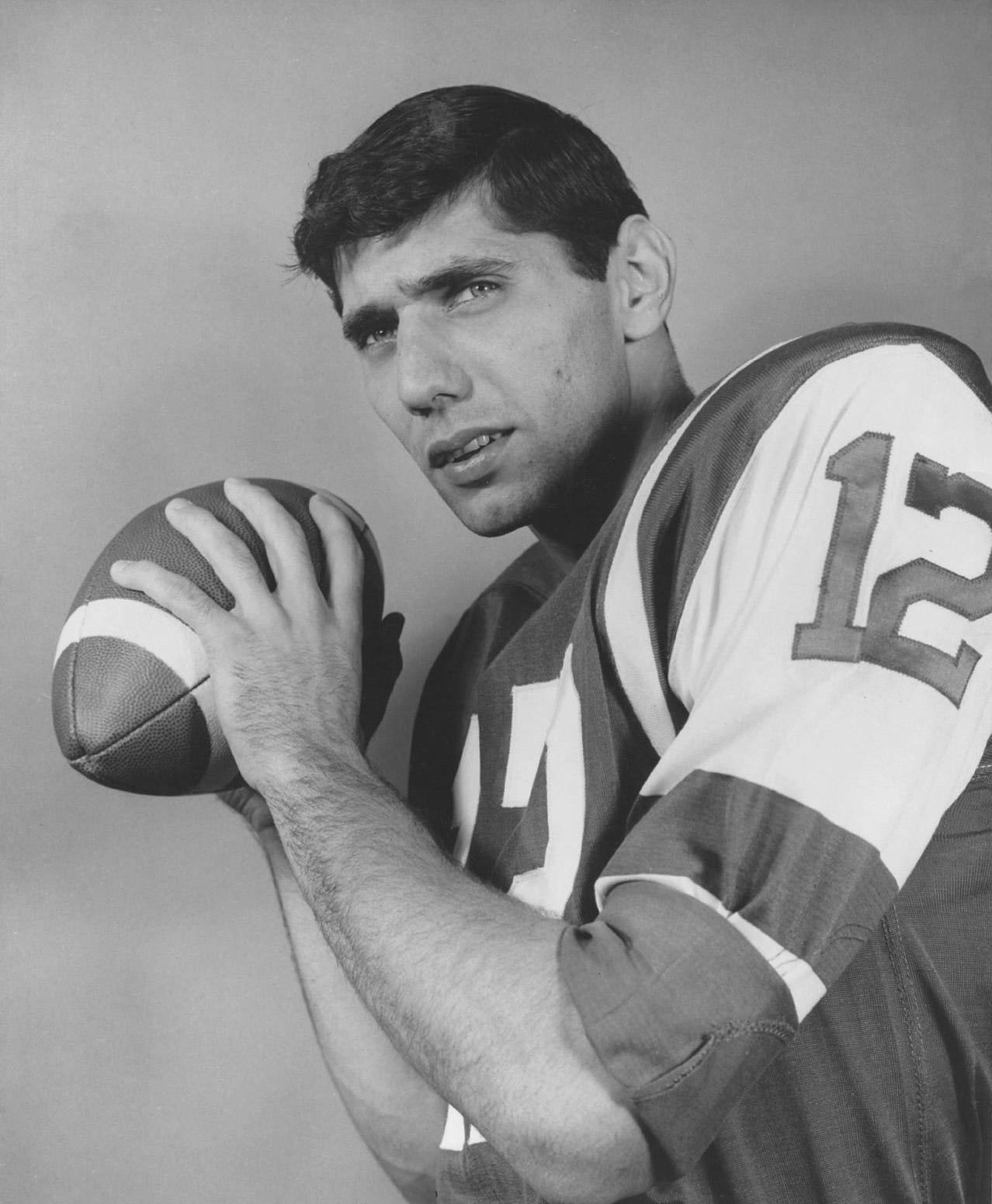
L'Hall of Famer Joe Namath.

| Anno  | Giocatore         | Stagioni a UA | Squadre NFL          | Anni nella NFL |
| 1963  | Don Hutson        | 1932–34       | Green Bay Packers    | 1935–45        |
| 1977  | Bart Starr        | 1952–55       | Green Bay Packers    | 1956–71        |
| 1985  | Joe Namath        | 1962–64       | New York Jets        | 1965–76        |
| 1985  | Joe Namath        | 1962–64       | Los Angeles Rams     | 1977           |
| 1991  | John Hannah       | 1970–72       | New England Patriots | 1973–85        |
| 1998  | Dwight Stephenson | 1977–79       | Miami Dolphins       | 1980–87        |
| 1999  | Ozzie Newsome     | 1974–77       | Cleveland Browns     | 1978–90        |
| 2009  | Derrick Thomas    | 1985–88       | Kansas City Chiefs   | 1989–99        |
| 2016  | Ken Stabler       | 1970–84       | Oakland Raiders      | 1970–79        |
| 2016  | Ken Stabler       | 1970–84       | Houston Oilers       | 1980–81        |
| 2016  | Ken Stabler       | 1970–84       | New Orleans Saints   | 1982–84        |
| Nota: |                   |               |                      |                |

### Finalisti dell'Heisman Trophy

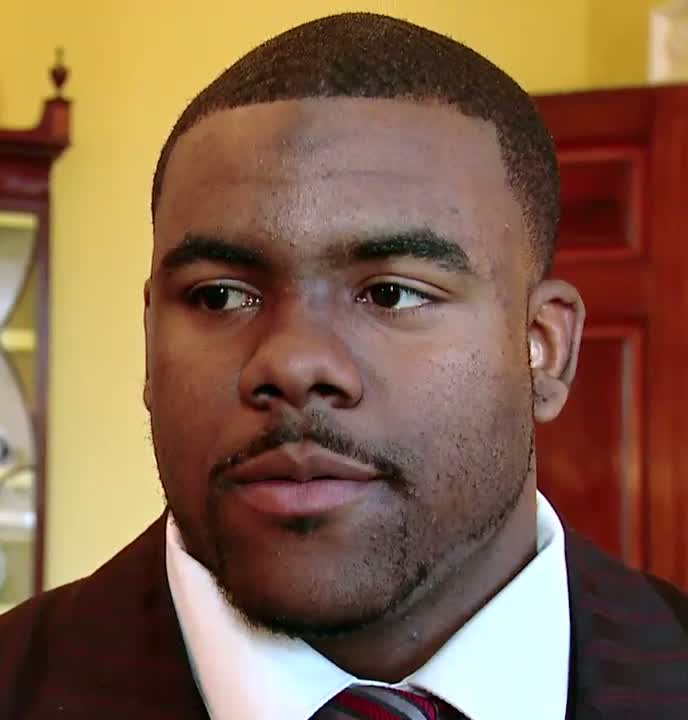
Mark Ingram è stato il primo vincitore dell'Heisman Trophy di Alabama.

| Anno | Nome             | Ruolo | Posizione |
| ---- | ---------------- | ----- | --------- |
| 1937 | Joe Kilgrow      | RB    | 5º        |
| 1945 | Harry Gilmer     | RB    | 5º        |
| 1947 | Harry Gilmer     | RB    | 5º        |
| 1961 | Pat Trammell     | QB    | 5º        |
| 1962 | Lee Roy Jordan   | LB    | 4º        |
| 1971 | Johnny Musso     | RB    | 5º        |
| 1972 | Terry Davis      | QB    | 5º        |
| 1993 | Terry Davis      | WR    | 3º        |
| 1994 | Jay Barker       | QB    | 5º        |
| 2009 | Mark Ingram      | RB    | 1º        |
| 2011 | Trent Richardson | RB    | 3º        |
| 2013 | A.J. McCarron    | QB    | 2º        |
| 2014 | Amari Cooper     | WR    | 3º        |
| 2015 | Derrick Henry    | RB    | 1º        |
| 2018 | Tua Tagovailoa   | QB    | 2º        |
| 2020 | DeVonta Smith    | WR    | 1º        |
| 2020 | Mac Jones        | QB    | 3º        |
| 2020 | Najee Harris     | RB    | 5º        |

## Giocatori selezionati nel Draft NFL
Di seguito la lista dei giocatori degli Alabama Crimson Tide selezionati nel draft NFL.
| Giocatori selezionati        |                              |                              |                              |                              |            |       |
| Draft                        | Giro                         | Scelta                       | Scelta assoluta              | Giocatore                    | Squadra    | Ruolo |
| 2022                         | 1                            | 7                            | 7                            | Evan Neal                    | Giants     | T     |
| 2022                         | 1                            | 12                           | 12                           | Jameson Williams             | Lions      | WR    |
| 2022                         | 2                            | 12                           | 44                           | John Metchie                 | Texans     | WR    |
| 2022                         | 2                            | 15                           | 47                           | Phidarian Mathis             | Commanders | DT    |
| 2022                         | 3                            | 11                           | 75                           | Christian Harris             | Texans     | LB    |
| 2022                         | 3                            | 34                           | 98                           | Brian Robinson               | Commanders | RB    |
| 2022                         | 4                            | 14                           | 119                          | Jalyn Armour-Davis           | Ravens     | DB    |
| 2021                         | 1                            | 6                            | 6                            | Jaylen Waddle                | Dolphins   | WR    |
| 2021                         | 1                            | 9                            | 9                            | Patrick Surtain              | Broncos    | DB    |
| 2021                         | 1                            | 10                           | 10                           | DeVonta Smith                | Eagles     | WR    |
| 2021                         | 1                            | 15                           | 15                           | Mac Jones                    | Patriots   | QB    |
| 2021                         | 1                            | 17                           | 17                           | Alex Leatherwood             | Raiders    | T     |
| 2021                         | 1                            | 24                           | 24                           | Najee Harris                 | Steelers   | RB    |
| 2021                         | 2                            | 5                            | 37                           | Landon Dickerson             | Eagles     | C     |
| 2021                         | 2                            | 6                            | 38                           | Christian Barmore            | Patriots   | DT    |
| 2021                         | 6                            | 9                            | 193                          | Deonte Brown                 | Panthers   | G     |
| 2021                         | 6                            | 38                           | 222                          | Thomas Fletcher              | Panthers   | C     |
| 2020                         | 1                            | 5                            | 5                            | Tua Tagovailoa               | Dolphins   | QB    |
| 2020                         | 1                            | 10                           | 10                           | Jedrick Wills                | Browns     | T     |
| 2020                         | 1                            | 12                           | 12                           | Henry Ruggs                  | Raiders    | WR    |
| 2020                         | 1                            | 15                           | 15                           | Jerry Jeudy                  | Broncos    | WR    |
| 2020                         | 2                            | 4                            | 36                           | Xavier McKinney              | Giants     | DB    |
| 2020                         | 2                            | 19                           | 51                           | Trevon Diggs                 | Cowboys    | DB    |
| 2020                         | 2                            | 24                           | 56                           | Raekwon Davis                | Dolphins   | DT    |
| 2020                         | 3                            | 20                           | 84                           | Terrell Lewis                | Rams       | DE    |
| 2020                         | 3                            | 23                           | 87                           | Anfernee Jennings            | Patriots   | DE    |
| 2019                         | 1                            | 3                            | 3                            | Quinnen Williams             | Jets       | DT    |
| 2019                         | 1                            | 11                           | 11                           | Jonah Williams               | Bengals    | T     |
| 2019                         | 1                            | 24                           | 24                           | Josh Jacobs                  | Raiders    | RB    |
| 2019                         | 2                            | 18                           | 50                           | Irv Smith                    | Vikings    | TE    |
| 2019                         | 3                            | 23                           | 87                           | Damien Harris                | Patriots   | RB    |
| 2019                         | 4                            | 13                           | 115                          | Christian Miller             | Panthers   | LB    |
| 2019                         | 5                            | 1                            | 139                          | Deionte Thompson             | Cardinals  | DB    |
| 2019                         | 5                            | 15                           | 153                          | Ross Pierschbacher           | Redskins   | C     |
| 2019                         | 5                            | 17                           | 155                          | Mack Wilson                  | Browns     | LB    |
| 2019                         | 6                            | 19                           | 192                          | Isaiah Buggs                 | Steelers   | DT    |
| 2018                         | 1                            | 11                           | 11                           | Minkah Fitzpatrick           | Dolphins   | DB    |
| 2018                         | 1                            | 13                           | 13                           | Da'Ron Payne                 | Redskins   | DT    |
| 2018                         | 1                            | 22                           | 22                           | Rashaan Evans                | Titans     | LB    |
| 2018                         | 1                            | 26                           | 26                           | Calvin Ridley                | Falcons    | WR    |
| 2018                         | 3                            | 29                           | 93                           | Ronnie Harrison              | Jaguars    | DB    |
| 2018                         | 4                            | 14                           | 114                          | Da'Shawn Hand                | Lions      | DE    |
| 2018                         | 4                            | 18                           | 118                          | Anthony Averett              | Ravens     | DB    |
| 2018                         | 5                            | 35                           | 172                          | JK Scott                     | Packers    | P     |
| 2018                         | 6                            | 23                           | 197                          | Shaun Dion Hamilton          | Redskins   | LB    |
| 2018                         | 6                            | 41                           | 215                          | Bradley Bozeman              | Ravens     | C     |
| 2018                         | 7                            | 18                           | 236                          | Bo Scarbrough                | Cowboys    | RB    |
| 2018                         | 7                            | 28                           | 246                          | Joshua Frazier               | Steelers   | DT    |
| 2017                         | 1                            | 16                           | 16                           | Marlon Humphrey              | Ravens     | DB    |
| 2017                         | 1                            | 17                           | 17                           | Jonathan Allen               | Redskins   | DE    |
| 2017                         | 1                            | 19                           | 19                           | O.J. Howard                  | Buccaneers | TE    |
| 2017                         | 1                            | 31                           | 31                           | Reuben Foster                | 49ers      | LB    |
| 2017                         | 2                            | 2                            | 34                           | Cam Robinson                 | Jaguars    | T     |
| 2017                         | 2                            | 17                           | 49                           | Ryan Anderson                | Redskins   | LB    |
| 2017                         | 2                            | 23                           | 55                           | Dalvin Tomlinson             | Giants     | DT    |
| 2017                         | 3                            | 14                           | 78                           | Tim Williams                 | Ravens     | LB    |
| 2017                         | 3                            | 15                           | 79                           | ArDarius Stewart             | Jets       | WR    |
| 2017                         | 4                            | 5                            | 112                          | Eddie Jackson                | Bears      | DB    |
| 2016                         | 1                            | 18                           | 18                           | Ryan Kelly                   | Colts      | C     |
| 2016                         | 2                            | 10                           | 41                           | Reggie Ragland               | Bills      | LB    |
| 2016                         | 2                            | 14                           | 45                           | Derrick Henry                | Titans     | RB    |
| 2016                         | 2                            | 15                           | 46                           | A'Shawn Robinson             | Lions      | DT    |
| 2016                         | 2                            | 18                           | 49                           | Jarran Reed                  | Seahawks   | DT    |
| 2016                         | 2                            | 29                           | 60                           | Cyrus Jones                  | Patriots   | DB    |
| 2016                         | 3                            | 10                           | 73                           | Kenyan Drake                 | Dolphins   | RB    |
| 2015                         | 1                            | 4                            | 4                            | Amari Cooper                 | Raiders    | WR    |
| 2015                         | 2                            | 1                            | 33                           | Landon Collins               | Giants     | DB    |
| 2015                         | 2                            | 4                            | 36                           | T.J. Yeldon                  | Jaguars    | RB    |
| 2015                         | 4                            | 9                            | 108                          | Jalston Fowler               | Titans     | RB    |
| 2015                         | 4                            | 13                           | 112                          | Arie Kouandjio               | Redskins   | G     |
| 2015                         | 7                            | 11                           | 228                          | Austin Shepherd              | Vikings    | T     |
| 2015                         | 7                            | 36                           | 253                          | Xzavier Dickson              | Patriots   | LB    |
| 2014                         | 1                            | 17                           | 17                           | C.J. Mosley                  | Ravens     | LB    |
| 2014                         | 1                            | 21                           | 21                           | Ha Ha Clinton-Dix            | Packers    | DB    |
| 2014                         | 2                            | 12                           | 44                           | Cyrus Kouandjio              | Bills      | T     |
| 2014                         | 4                            | 23                           | 123                          | Kevin Norwood                | Seahawks   | WR    |
| 2014                         | 5                            | 20                           | 160                          | Ed Stinson                   | Cardinals  | DE    |
| 2014                         | 5                            | 24                           | 164                          | A.J. McCarron                | Bengals    | QB    |
| 2014                         | 5                            | 27                           | 167                          | Vinnie Sunseri               | Saints     | DB    |
| 2014                         | 6                            | 1                            | 177                          | Jeoffrey Pagan               | Texans     | DE    |
| 2013                         | 1                            | 9                            | 9                            | Dee Milliner                 | Jets       | DB    |
| 2013                         | 1                            | 10                           | 10                           | Chance Warmack               | Titans     | G     |
| 2013                         | 1                            | 11                           | 11                           | D.J. Fluker                  | Chargers   | T     |
| 2013                         | 2                            | 29                           | 61                           | Eddie Lacy                   | Packers    | RB    |
| 2013                         | 4                            | 2                            | 99                           | Nico Johnson                 | Chiefs     | LB    |
| 2013                         | 4                            | 16                           | 113                          | Barrett Jones                | Rams       | G     |
| 2013                         | 5                            | 4                            | 137                          | Jesse Williams               | Seahawks   | DT    |
| 2013                         | 5                            | 24                           | 157                          | Quinton Dial                 | 49ers      | DE    |
| 2013                         | 7                            | 5                            | 211                          | Michael Williams             | Lions      | TE    |
| 2012                         | 1                            | 3                            | 3                            | Trent Richardson             | Browns     | RB    |
| 2012                         | 1                            | 7                            | 7                            | Mark Barron                  | Buccaneers | DB    |
| 2012                         | 1                            | 17                           | 17                           | Dre Kirkpatrick              | Bengals    | DB    |
| 2012                         | 1                            | 25                           | 25                           | Dont'a Hightower             | Patriots   | LB    |
| 2012                         | 2                            | 3                            | 35                           | Courtney Upshaw              | Ravens     | LB    |
| 2012                         | 5                            | 1                            | 136                          | Josh Chapman                 | Colts      | DT    |
| 2012                         | 5                            | 11                           | 146                          | DeQuan Menzie                | Chiefs     | DB    |
| 2012                         | 7                            | 40                           | 247                          | Brad Smelley                 | Browns     | TE    |
| 2011                         | 1                            | 3                            | 3                            | Marcell Dareus               | Bills      | DT    |
| 2011                         | 1                            | 6                            | 6                            | Julio Jones                  | Falcons    | WR    |
| 2011                         | 1                            | 25                           | 25                           | James Carpenter              | Seahawks   | T     |
| 2011                         | 1                            | 28                           | 28                           | Mark Ingram                  | Saints     | RB    |
| 2011                         | 7                            | 5                            | 208                          | Greg McElroy                 | Jets       | QB    |
| 2010                         | 1                            | 8                            | 8                            | Rolando McClain              | Raiders    | LB    |
| 2010                         | 1                            | 20                           | 20                           | Kareem Jackson               | Texans     | DB    |
| 2010                         | 2                            | 18                           | 50                           | Javier Arenas                | Chiefs     | DB    |
| 2010                         | 2                            | 25                           | 57                           | Terrence Cody                | Ravens     | DT    |
| 2010                         | 3                            | 34                           | 98                           | Mike Johnson                 | Falcons    | G     |
| 2010                         | 7                            | 4                            | 211                          | Marquis Johnson              | Rams       | DB    |
| 2010                         | 7                            | 40                           | 247                          | Brandon Deaderick            | Patriots   | LB    |
| 2009                         | 1                            | 6                            | 6                            | Andre Smith                  | Bengals    | T     |
| 2009                         | 3                            | 10                           | 74                           | Glen Coffee                  | 49ers      | RB    |
| 2009                         | 3                            | 13                           | 77                           | Antoine Caldwell             | Texans     | C     |
| 2009                         | 3                            | 31                           | 95                           | Rashad Johnson               | Cardinals  | DB    |
| 2007                         | 4                            | 38                           | 137                          | Le'Ron McClain               | Ravens     | RB    |
| 2007                         | 7                            | 36                           | 246                          | Kenneth Darby                | Buccaneers | RB    |
| 2007                         | 7                            | 45                           | 255                          | Ramzee Robinson              | Lions      | DB    |
| 2006                         | 2                            | 1                            | 33                           | DeMeco Ryans                 | Texans     | LB    |
| 2006                         | 2                            | 11                           | 43                           | Roman Harper                 | Saints     | DB    |
| 2006                         | 3                            | 21                           | 85                           | Brodie Croyle                | Chiefs     | QB    |
| 2006                         | 5                            | 26                           | 158                          | Charlie Peprah               | Giants     | DB    |
| 2006                         | 5                            | 27                           | 159                          | Mark Anderson                | Bears      | DE    |
| 2005                         | 3                            | 15                           | 79                           | Evan Mathis                  | Panthers   | G     |
| 2005                         | 5                            | 28                           | 164                          | Wesley Britt                 | Chargers   | T     |
| 2005                         | 6                            | 4                            | 178                          | Anthony Bryant               | Buccaneers | DT    |
| 2005                         | 7                            | 21                           | 235                          | Cornelius Wortham            | Seahawks   | LB    |
| 2004                         | 2                            | 14                           | 46                           | Justin Smiley                | 49ers      | G     |
| 2004                         | 2                            | 25                           | 57                           | Antwan Odom                  | Titans     | DE    |
| 2004                         | 6                            | 6                            | 171                          | Triandos Luke                | Broncos    | WR    |
| 2004                         | 7                            | 21                           | 222                          | Derrick Pope                 | Dolphins   | LB    |
| 2003                         | 4                            | 12                           | 109                          | Jarret Johnson               | Ravens     | DT    |
| 2003                         | 5                            | 6                            | 141                          | Kenny King                   | Cardinals  | DT    |
| 2003                         | 5                            | 10                           | 145                          | Kindal Moorehead             | Panthers   | DE    |
| 2003                         | 6                            | 29                           | 202                          | Waine Bacon                  | Falcons    | DB    |
| 2003                         | 7                            | 21                           | 235                          | Ahmaad Galloway              | Broncos    | RB    |
| 2002                         | 3                            | 4                            | 69                           | Saleem Rasheed               | 49ers      | LB    |
| 2002                         | 5                            | 14                           | 149                          | Jason McAddley               | Cardinals  | WR    |
| 2002                         | 5                            | 20                           | 155                          | Terry Jones                  | Ravens     | TE    |
| 2002                         | 5                            | 27                           | 162                          | Freddie Milons               | Eagles     | WR    |
| 2001                         | 2                            | 25                           | 56                           | Tony Dixon                   | Cowboys    | DB    |
| 2001                         | 3                            | 19                           | 81                           | Kenny Smith                  | Saints     | DT    |
| 2001                         | 5                            | 25                           | 156                          | Shawn Draper                 | Dolphins   | T     |
| 2000                         | 1                            | 3                            | 3                            | Chris Samuels                | Redskins   | T     |
| 2000                         | 1                            | 19                           | 19                           | Shaun Alexander              | Seahawks   | RB    |
| 2000                         | 2                            | 11                           | 42                           | Cornelius Griffin            | Giants     | DT    |
| 1999                         | 1                            | 26                           | 26                           | Fernando Bryant              | Jaguars    | DB    |
| 1998                         | 2                            | 24                           | 54                           | Rod Rutledge                 | Patriots   | TE    |
| 1998                         | 4                            | 8                            | 100                          | Michael Myers                | Cowboys    | DT    |
| 1998                         | 4                            | 25                           | 117                          | Deshea Townsend              | Steelers   | DB    |
| 1998                         | 4                            | 30                           | 122                          | Curtis Alexander             | Broncos    | RB    |
| 1997                         | 1                            | 20                           | 20                           | Dwayne Rudd                  | Vikings    | LB    |
| 1997                         | 5                            | 7                            | 137                          | Patrick Hape                 | Buccaneers | TE    |
| 1997                         | 7                            | 35                           | 236                          | Ralph Staten                 | Ravens     | LB    |
| 1996                         | 3                            | 23                           | 84                           | Shannon Brown                | Falcons    | DT    |
| 1996                         | 4                            | 12                           | 107                          | Kendrick Burton              | Oilers     | DE    |
| 1996                         | 4                            | 34                           | 129                          | Brad Ford                    | Lions      | DB    |
| 1996                         | 6                            | 30                           | 197                          | Tony Johnson                 | Eagles     | TE    |
| 1996                         | 6                            | 37                           | 204                          | Toderick Malone              | Saints     | WR    |
| 1995                         | 2                            | 14                           | 46                           | Sherman Williams             | Cowboys    | RB    |
| 1995                         | 4                            | 4                            | 102                          | Sam Shade                    | Bengals    | DB    |
| 1995                         | 4                            | 10                           | 108                          | Dameian Jeffries             | Saints     | DE    |
| 1995                         | 5                            | 26                           | 160                          | Jay Barker                   | Packers    | QB    |
| 1995                         | 7                            | 17                           | 225                          | Bryne Diehl                  | Giants     | P     |
| 1994                         | 1                            | 9                            | 9                            | Antonio Langham              | Browns     | DB    |
| 1994                         | 2                            | 6                            | 35                           | Kevin Lee                    | Patriots   | WR    |
| 1994                         | 2                            | 11                           | 40                           | David Palmer                 | Vikings    | WR    |
| 1994                         | 2                            | 31                           | 60                           | Jeremy Nunley                | Oilers     | DE    |
| 1994                         | 5                            | 28                           | 159                          | Roosevelt Patterson          | Raiders    | G     |
| 1994                         | 7                            | 26                           | 220                          | Lemanski Hall                | Oilers     | LB    |
| 1993                         | 1                            | 5                            | 5                            | John Copeland                | Bengals    | DE    |
| 1993                         | 1                            | 6                            | 6                            | Eric Curry                   | Buccaneers | DE    |
| 1993                         | 1                            | 29                           | 29                           | George Teague                | Packers    | DB    |
| 1993                         | 3                            | 6                            | 62                           | Antonio London               | Lions      | LB    |
| 1993                         | 4                            | 10                           | 94                           | Derrick Lassic               | Cowboys    | RB    |
| 1993                         | 6                            | 23                           | 163                          | Derrick Oden                 | Eagles     | LB    |
| 1992                         | 2                            | 20                           | 48                           | Siran Stacy                  | Eagles     | RB    |
| 1992                         | 3                            | 15                           | 71                           | Kevin Turner                 | Patriots   | RB    |
| 1992                         | 8                            | 22                           | 218                          | Robert Stewart               | Saints     | DT    |
| 1992                         | 10                           | 20                           | 272                          | Mark McMillian               | Eagles     | DB    |
| 1991                         | 2                            | 9                            | 36                           | George Thornton              | Chargers   | DT    |
| 1991                         | 10                           | 26                           | 276                          | Byron Holdbrooks             | 49ers      | DT    |
| 1991                         | 11                           | 18                           | 296                          | Efrum Thomas                 | Steelers   | DB    |
| 1990                         | 1                            | 4                            | 4                            | Keith McCants                | Buccaneers | LB    |
| 1990                         | 6                            | 7                            | 144                          | John Mangum                  | Bears      | DB    |
| 1990                         | 10                           | 22                           | 270                          | Thomas Rayam                 | Redskins   | DT    |
| 1989sup.                     | 1                            | 0                            | 0                            | Bobby Humphrey               | Broncos    | RB    |
| 1989                         | 1                            | 4                            | 4                            | Derrick Thomas               | Chiefs     | LB    |
| 1989                         | 5                            | 24                           | 136                          | Greg Gilbert                 | Bears      | LB    |
| 1989                         | 6                            | 7                            | 146                          | Chris Mohr                   | Buccaneers | P     |
| 1989                         | 6                            | 19                           | 158                          | Howard Cross                 | Giants     | TE    |
| 1989                         | 7                            | 21                           | 188                          | George Bethune               | Rams       | LB    |
| 1988                         | 7                            | 2                            | 167                          | Kerry Goode                  | Buccaneers | RB    |
| 1988                         | 7                            | 19                           | 184                          | Bo Wright                    | Bills      | RB    |
| 1988                         | 8                            | 1                            | 194                          | Phillip Brown                | Falcons    | LB    |
| 1987                         | 1                            | 2                            | 2                            | Cornelius Bennett            | Colts      | LB    |
| 1987                         | 6                            | 2                            | 142                          | Freddie Robinson             | Colts      | DB    |
| 1987                         | 6                            | 16                           | 156                          | Greg Richardson              | Vikings    | WR    |
| 1987                         | 7                            | 1                            | 169                          | Curt Jarvis                  | Buccaneers | DT    |
| 1987                         | 9                            | 6                            | 229                          | Wayne Davis                  | Cardinals  | LB    |
| 1987                         | 9                            | 8                            | 231                          | Wes Neighbors                | Oilers     | C     |
| 1987                         | 10                           | 2                            | 253                          | Chris Goode                  | Colts      | DB    |
| 1987                         | 12                           | 6                            | 313                          | Mike Shula                   | Buccaneers | QB    |
| 1986                         | 1                            | 4                            | 4                            | Jon Hand                     | Colts      | DE    |
| 1986                         | 2                            | 12                           | 39                           | Larry Roberts                | 49ers      | DE    |
| 1986                         | 6                            | 2                            | 140                          | Thornton Chandler            | Cowboys    | TE    |
| 1986                         | 6                            | 25                           | 163                          | Brent Sowell                 | Dolphins   | DT    |
| 1985                         | 1                            | 25                           | 25                           | Emanuel King                 | Bengals    | DE    |
| 1985                         | 3                            | 19                           | 75                           | Ricky Moore                  | 49ers      | RB    |
| 1984                         | 1                            | 9                            | 9                            | Joey Jones                   | Falcons    | WR    |
| 1984                         | 3                            | 14                           | 70                           | Walter Lewis                 | Patriots   | QB    |
| 1984                         | 4                            | 25                           | 109                          | Joe Carter                   | Dolphins   | RB    |
| 1984                         | 7                            | 6                            | 174                          | Jesse Bendross               | Chargers   | WR    |
| 1983                         | 1                            | 16                           | 16                           | Mike Pitts                   | Falcons    | DE    |
| 1983                         | 3                            | 16                           | 72                           | Jeremiah Castille            | Buccaneers | DB    |
| 1983                         | 5                            | 9                            | 121                          | Steve Mott                   | Lions      | C     |
| 1983                         | 12                           | 2                            | 309                          | Robbie Jones                 | Giants     | LB    |
| 1982                         | 3                            | 10                           | 65                           | Benny Perrin                 | Cardinals  | DB    |
| 1982                         | 8                            | 15                           | 210                          | Thomas Boyd                  | Packers    | LB    |
| 1982                         | 9                            | 23                           | 246                          | Warren Lyles                 | Chargers   | DT    |
| 1981                         | 1                            | 5                            | 5                            | E.J. Junior                  | Cardinals  | LB    |
| 1981                         | 5                            | 6                            | 117                          | Byron Braggs                 | Packers    | DT    |
| 1981                         | 7                            | 14                           | 180                          | Billy Jackson                | Chiefs     | RB    |
| 1981                         | 10                           | 5                            | 253                          | James Mallard                | Cardinals  | WR    |
| 1981                         | 12                           | 9                            | 313                          | Major Ogilvie                | 49ers      | RB    |
| 1980                         | 1                            | 21                           | 21                           | Don McNeal                   | Dolphins   | DB    |
| 1980                         | 2                            | 20                           | 48                           | Dwight Stephenson            | Dolphins   | C     |
| 1980                         | 6                            | 25                           | 163                          | Wayne Hamilton               | Chargers   | LB    |
| 1980                         | 7                            | 4                            | 169                          | Buddy Aydelette              | Packers    | T     |
| 1980                         | 8                            | 7                            | 200                          | Ken Harris                   | Giants     | RB    |
| 1980                         | 9                            | 26                           | 247                          | Steve Whitman                | Chargers   | RB    |
| 1979                         | 1                            | 6                            | 6                            | Barry Krauss                 | Colts      | LB    |
| 1979                         | 1                            | 14                           | 14                           | Marty Lyons                  | Jets       | DE    |
| 1979                         | 3                            | 5                            | 61                           | Tony Nathan                  | Dolphins   | RB    |
| 1979                         | 7                            | 19                           | 184                          | Rich Wingo                   | Packers    | LB    |
| 1979                         | 9                            | 26                           | 246                          | Jeff Rutledge                | Rams       | QB    |
| 1978                         | 1                            | 18                           | 18                           | Bob Cryder                   | Patriots   | G     |
| 1978                         | 1                            | 23                           | 23                           | Ozzie Newsome                | Browns     | TE    |
| 1978                         | 2                            | 2                            | 30                           | Johnny Davis                 | Buccaneers | RB    |
| 1978                         | 11                           | 6                            | 284                          | Terry Jones                  | Packers    | DT    |
| 1977                         | 2                            | 12                           | 40                           | Bob Baumhower                | Dolphins   | DT    |
| 1977                         | 3                            | 1                            | 57                           | Charles Hannah               | Buccaneers | DE    |
| 1977                         | 6                            | 20                           | 159                          | Paul Harris                  | Steelers   | LB    |
| 1977                         | 8                            | 17                           | 212                          | Calvin Culliver              | Broncos    | RB    |
| 1976                         | 1                            | 6                            | 6                            | Richard Todd                 | Jets       | QB    |
| 1976                         | 4                            | 16                           | 108                          | Wayne Rhodes                 | Bears      | DB    |
| 1976                         | 5                            | 7                            | 131                          | Woodrow Lowe                 | Chargers   | LB    |
| 1976                         | 5                            | 14                           | 138                          | Willie Shelby                | Bengals    | RB    |
| 1976                         | 10                           | 25                           | 290                          | Leroy Cook                   | Cowboys    | DE    |
| 1976                         | 12                           | 22                           | 341                          | Joe Dale Harris              | Bengals    | WR    |
| 1975                         | 3                            | 1                            | 53                           | Mike Washington              | Colts      | DB    |
| 1975                         | 8                            | 13                           | 195                          | Ricky Davis                  | Bengals    | DB    |
| 1974                         | 1                            | 9                            | 9                            | Wilbur Jackson               | 49ers      | RB    |
| 1974                         | 3                            | 2                            | 54                           | Wayne Wheeler                | Bears      | WR    |
| 1974                         | 6                            | 8                            | 138                          | Mike Raines                  | 49ers      | DT    |
| 1974                         | 8                            | 5                            | 187                          | Greg Gantt                   | Jets       | K     |
| 1974                         | 16                           | 2                            | 392                          | Buddy Brown                  | Giants     | G     |
| 1973                         | 1                            | 4                            | 4                            | John Hannah                  | Patriots   | G     |
| 1973                         | 7                            | 18                           | 174                          | John Mitchell                | 49ers      | LB    |
| 1973                         | 12                           | 23                           | 309                          | Jim Krapf                    | Raiders    | G     |
| 1972                         | 3                            | 10                           | 62                           | Johnny Musso                 | Bears      | RB    |
| 1972                         | 11                           | 6                            | 266                          | David Bailey                 | Packers    | WR    |
| 1972                         | 15                           | 22                           | 386                          | Robin Parkhouse              | Colts      | LB    |
| 1972                         | 16                           | 21                           | 411                          | Steve Higginbottom           | Redskins   | DB    |
| 1971                         | 6                            | 10                           | 140                          | Scott Hunter                 | Packers    | QB    |
| 1969                         | 10                           | 26                           | 260                          | Mike Hall                    | Jets       | LB    |
| 1969                         | 16                           | 22                           | 412                          | William Davis                | Raiders    | LB    |
| 1968                         | 1                            | 20                           | 20                           | Dennis Homan                 | Cowboys    | WR    |
| 1968                         | 2                            | 25                           | 52                           | Ken Stabler                  | Raiders    | QB    |
| 1968                         | 12                           | 20                           | 320                          | Bobby Johns                  | Chiefs     | DB    |
| 1967                         | 1                            | 26                           | 26                           | Leslie Kelly                 | Saints     | RB    |
| 1967                         | 4                            | 2                            | 82                           | Louis Thompson               | Giants     | DT    |
| 1967                         | 4                            | 11                           | 91                           | Wayne Trimble                | 49ers      | DB    |
| 1967                         | 9                            | 19                           | 230                          | Cecil Dowdy                  | Browns     | LB    |
| 1966                         | 7                            | 15                           | 110                          | Ray Perkins                  | Colts      | WR    |
| 1966                         | 11                           | 1                            | 156                          | Steve Sloan                  | Falcons    | QB    |
| 1966                         | 15                           | 1                            | 216                          | Tom Tolleson                 | Falcons    | WR    |
| 1966                         | 15                           | 11                           | 226                          | Steve Bowman                 | Giants     | RB    |
| 1966                         | 16                           | 13                           | 243                          | David Ray                    | Browns     | E     |
| 1965                         | 1                            | 1                            | 1                            | Joe Namath                   | Jets       | QB    |
| 1965                         | 1                            | 12                           | 12                           | Joe Namath                   | Cardinals  | QB    |
| 1965                         | 3                            | 12                           | 40                           | Ray Ogden                    | Cardinals  | E     |
| 1965                         | 9                            | 8                            | 120                          | Frank McClendon              | Vikings    | T     |
| 1965                         | 10                           | 5                            | 131                          | Gaylon McCullough            | Cowboys    | C     |
| 1965                         | 11                           | 12                           | 152                          | Bud Frenc                    | Cardinals  | B     |
| 1964                         | 5                            | 5                            | 61                           | Benny Nelson                 | Lions      | HB    |
| 1964                         | 5                            | 13                           | 69                           | Steve Wright                 | Packers    | T     |
| 1964                         | 11                           | 11                           | 151                          | Eddie Versprille             | Browns     | RB    |
| 1963                         | 1                            | 6                            | 6                            | Lee Roy Jordan               | Cowboys    | LB    |
| 1963                         | 2                            | 10                           | 24                           | Butch Wilson                 | Colts      | B     |
| 1963                         | 3                            | 5                            | 33                           | Mike Fracchia                | Cardinals  | B     |
| 1962                         | 4                            | 1                            | 43                           | Billy Neighbors              | Redskins   | T     |
| 1962                         | 5                            | 13                           | 69                           | Bill Rice                    | Cardinals  | E     |
| 1962                         | 16                           | 1                            | 211                          | Tommy Brooker                | Redskins   | E     |
| 1962                         | 16                           | 9                            | 219                          | Ray Abruzzeze                | Colts      | RB    |
| 1959                         | 7                            | 1                            | 73                           | Bobby Jackson                | Packers    | B     |
| 1959                         | 30                           | 10                           | 358                          | Dave Sington                 | Giants     | T     |
| 1958                         | 9                            | 6                            | 103                          | Jim Loftin                   | Lions      | B     |
| 1957                         | 9                            | 6                            | 103                          | Don Comstock                 | Browns     | B     |
| 1957                         | 12                           | 7                            | 140                          | Fred Sington                 | 49ers      | T     |
| 1956                         | 14                           | 2                            | 159                          | Jim Emmons                   | Steelers   | T     |
| 1956                         | 16                           | 7                            | 188                          | Curtis Lynch                 | Packers    | T     |
| 1956                         | 17                           | 7                            | 200                          | Bart Starr                   | Packers    | QB    |
| 1956                         | 27                           | 5                            | 318                          | Al Ellett                    | Eagles     | T     |
| 1956                         | 29                           | 3                            | 340                          | Wes Thompson                 | Steelers   | T     |
| 1956                         | 30                           | 9                            | 358                          | Jim Buckler                  | Bears      | G     |
| 1955                         | 5                            | 5                            | 54                           | George Mason                 | Steelers   | T     |
| 1955                         | 6                            | 6                            | 67                           | Tom (Corky) Tharp            | Rams       | B     |
| 1955                         | 6                            | 8                            | 69                           | Bobby Luna                   | 49ers      | B     |
| 1955                         | 9                            | 4                            | 101                          | Ed Culpepper                 | Packers    | T     |
| 1955                         | 23                           | 8                            | 273                          | Cecil Ingram                 | Eagles     | B     |
| 1954                         | 7                            | 10                           | 83                           | Sid Youngelman               | 49ers      | T     |
| 1954                         | 10                           | 1                            | 110                          | Tommy Lewis                  | Cardinals  | B     |
| 1954                         | 12                           | 2                            | 135                          | Bill Oliver                  | Packers    | B     |
| 1954                         | 25                           | 2                            | 291                          | John Smalley                 | Packers    | T     |
| 1954                         | 26                           | 1                            | 302                          | Ralph Carrigan               | Cardinals  | C     |
| 1953                         | 1                            | 8                            | 8                            | Bobby Marlow                 | Giants     | B     |
| 1953                         | 8                            | 2                            | 87                           | Jerry Watford                | Cardinals  | G     |
| 1953                         | 8                            | 7                            | 92                           | Jess Richardson              | Eagles     | T     |
| 1953                         | 21                           | 3                            | 244                          | Joe Curtis                   | Cardinals  | E     |
| 1953                         | 21                           | 6                            | 247                          | Bob Conway                   | Packers    | B     |
| 1953                         | 23                           | 8                            | 273                          | Travis Hunt                  | 49ers      | T     |
| 1953                         | 29                           | 10                           | 347                          | Clell Hobson                 | Browns     | B     |
| 1952                         | 8                            | 10                           | 95                           | Billy Shipp                  | Giants     | T     |
| 1952                         | 26                           | 5                            | 306                          | Bobby Wilson                 | Steelers   | B     |
| 1952                         | 28                           | 3                            | 328                          | Harold Lutz                  | Cardinals  | E     |
| 1951                         | 1                            | 9                            | 9                            | Clarence (Butch) Avinger     | Steelers   | B     |
| 1951                         | 2                            | 1                            | 15                           | Eddie Salem                  | Redskins   | B     |
| 1951                         | 6                            | 11                           | 73                           | Herb Hannah                  | Giants     | T     |
| 1951                         | 8                            | 8                            | 94                           | Larry Lauer                  | Yanks      | C     |
| 1951                         | 12                           | 8                            | 143                          | Al Lary                      | Yanks      | E     |
| 1951                         | 14                           | 6                            | 165                          | Mike Mizerany                | Steelers   | G     |
| 1951                         | 22                           | 2                            | 257                          | Elliot Speed                 | Redskins   | C     |
| 1951                         | 25                           | 7                            | 298                          | Tommy Calvin                 | Steelers   | B     |
| 1950                         | 19                           | 5                            | 240                          | Ed White                     | Redskins   | E     |
| 1950                         | 26                           | 2                            | 328                          | Red Noonan                   | Bulldogs   | B     |
| 1949                         | 7                            | 9                            | 70                           | Jim Cain                     | Cardinals  | E     |
| 1949                         | 10                           | 5                            | 96                           | Bob Hood                     | Steelers   | E     |
| 1949                         | 12                           | 3                            | 114                          | Roy (Rebel) Steiner          | Packers    | E     |
| 1949                         | 16                           | 7                            | 158                          | Dick Flowers                 | Redskins   | T     |
| 1949                         | 20                           | 4                            | 195                          | Pat O'Sullivan               | Giants     | C     |
| 1948                         | 1                            | 1                            | 1                            | Harry Gilmer                 | Redskins   | QB    |
| 1948                         | 1                            | 4                            | 4                            | Lowell Tew                   | Redskins   | B     |
| 1948                         | 1                            | 5                            | 5                            | Vaughn Mancha                | Yanks      | C     |
| 1948                         | 5                            | 9                            | 34                           | John Wozniak                 | Steelers   | G     |
| 1948                         | 10                           | 9                            | 84                           | Ray Richeson                 | Eagles     | G     |
| 1948                         | 23                           | 2                            | 207                          | Roy (Rebel) Steiner          | Lions      | E     |
| 1947                         | 24                           | 1                            | 216                          | Bill Capenhead               | Lions      | B     |
| 1946                         | 8                            | 1                            | 61                           | Phil Tinsley                 | Cardinals  | E     |
| 1946                         | 16                           | 5                            | 145                          | Nick Terlizzi                | Giants     | T     |
| 1946                         | 26                           | 10                           | 250                          | D.J. Gambrell                | Rams       | C     |
| 1946                         | 29                           | 9                            | 279                          | Fay Mills                    | Redskins   | T     |
| 1945                         | 8                            | 5                            | 70                           | Johnny August                | Rams       | B     |
| 1945                         | 13                           | 5                            | 125                          | Jack Aland                   | Rams       | T     |
| 1945                         | 14                           | 2                            | 133                          | Hal Self                     | Dodgers    | B     |
| 1945                         | 17                           | 6                            | 170                          | Bobby Tom Jenkins            | Redskins   | B     |
| 1945                         | 18                           | 6                            | 181                          | Jim McWhorter                | Lions      | B     |
| 1945                         | 23                           | 9                            | 239                          | Norm (Monk) Mosley           | Eagles     | B     |
| 1945                         | 25                           | 6                            | 258                          | Jack Green                   | Bears      | G     |
| 1945                         | 30                           | 5                            | 312                          | Charley Compton              | Rams       | T     |
| 1945                         | 31                           | 4                            | 322                          | Ken Reese                    | Eagles     | B     |
| 1945                         | 32                           | 5                            | 329                          | John Staples                 | Giants     | G     |
| 1944                         | 9                            | 2                            | 78                           | Mitch Olenski                | Dodgers    | T     |
| 1944                         | 13                           | 6                            | 126                          | Bill Baughman                | Packers    | C     |
| 1944                         | 22                           | 2                            | 221                          | Ted Cook                     | Dodgers    | E     |
| 1944                         | 27                           | 5                            | 279                          | Andy Bires                   | Giants     | E     |
| 1944                         | 27                           | 8                            | 282                          | Jack McKewan                 | Bears      | T     |
| 1943                         | 4                            | 3                            | 28                           | Joe Domanovich               | Dodgers    | C     |
| 1943                         | 5                            | 3                            | 33                           | George Hecht                 | Cardinals  | G     |
| 1943                         | 8                            | 10                           | 70                           | Tony Leon                    | Redskins   | G     |
| 1943                         | 14                           | 2                            | 122                          | George Weeks                 | Eagles     | E     |
| 1943                         | 14                           | 5                            | 125                          | Sam Sharp                    | Rams       | E     |
| 1943                         | 15                           | 2                            | 132                          | Russ Craft                   | Eagles     | B     |
| 1943                         | 25                           | 6                            | 236                          | Dave Brown                   | Giants     | B     |
| 1943                         | 29                           | 4                            | 274                          | Al Sabo                      | Dodgers    | B     |
| 1942                         | 9                            | 9                            | 79                           | Noah Langdale                | Packers    | T     |
| 1942                         | 14                           | 3                            | 123                          | John Wyhonic                 | Eagles     | G     |
| 1942                         | 18                           | 10                           | 170                          | Holt Rast                    | Bears      | E     |
| 1942                         | 19                           | 4                            | 174                          | Jimmy Nelson                 | Cardinals  | B     |
| 1941                         | 3                            | 10                           | 25                           | Fred Davis                   | Redskins   | T     |
| 1941                         | 7                            | 8                            | 58                           | Hal Newman                   | Dodgers    | E     |
| 1941                         | 10                           | 10                           | 90                           | Ed Hickerson                 | Redskins   | G     |
| 1940                         | 4                            | 5                            | 30                           | Bob Wood                     | Rams       | T     |
| 1940                         | 5                            | 4                            | 34                           | Walt Merrill                 | Dodgers    | T     |
| 1940                         | 11                           | 3                            | 93                           | Cary Cox                     | Steelers   | C     |
| 1940                         | 15                           | 8                            | 138                          | Hayward Sanford              | Redskins   | E     |
| 1939                         | 3                            | 8                            | 23                           | Charley Holm                 | Redskins   | B     |
| 1939                         | 9                            | 3                            | 73                           | Lew Bostick                  | Rams       | G     |
| 1938                         | 2                            | 3                            | 13                           | Joe Kilgrow                  | Dodgers    | B     |
| 1938                         | 7                            | 3                            | 53                           | Leroy Monsy                  | Dodgers    | G     |
| 1937                         | 2                            | 4                            | 14                           | Arthur (Tarzan) White        | Giants     | G     |
| 1936                         | 1                            | 2                            | 2                            | Riley Smith                  | Redskins   | B     |
| 1936                         | 4                            | 4                            | 31                           | Paul (Bear) Bryant           | Dodgers    | E     |
| 1936                         | 5                            | 8                            | 44                           | Kavanaugh Francis            | Lions      | C     |
| Totale giocatori selezionati | Totale giocatori selezionati | Totale giocatori selezionati | Totale giocatori selezionati | Totale giocatori selezionati | 392        | 392   |